# Молочай молочный
Молоча́й моло́чный (лат. Euphórbia láctea) — многолетнее суккулентное кустарниковое растение; вид рода Молочай (Euphorbia) семейства Молочайные (Euphorbiaceae).

## Описание

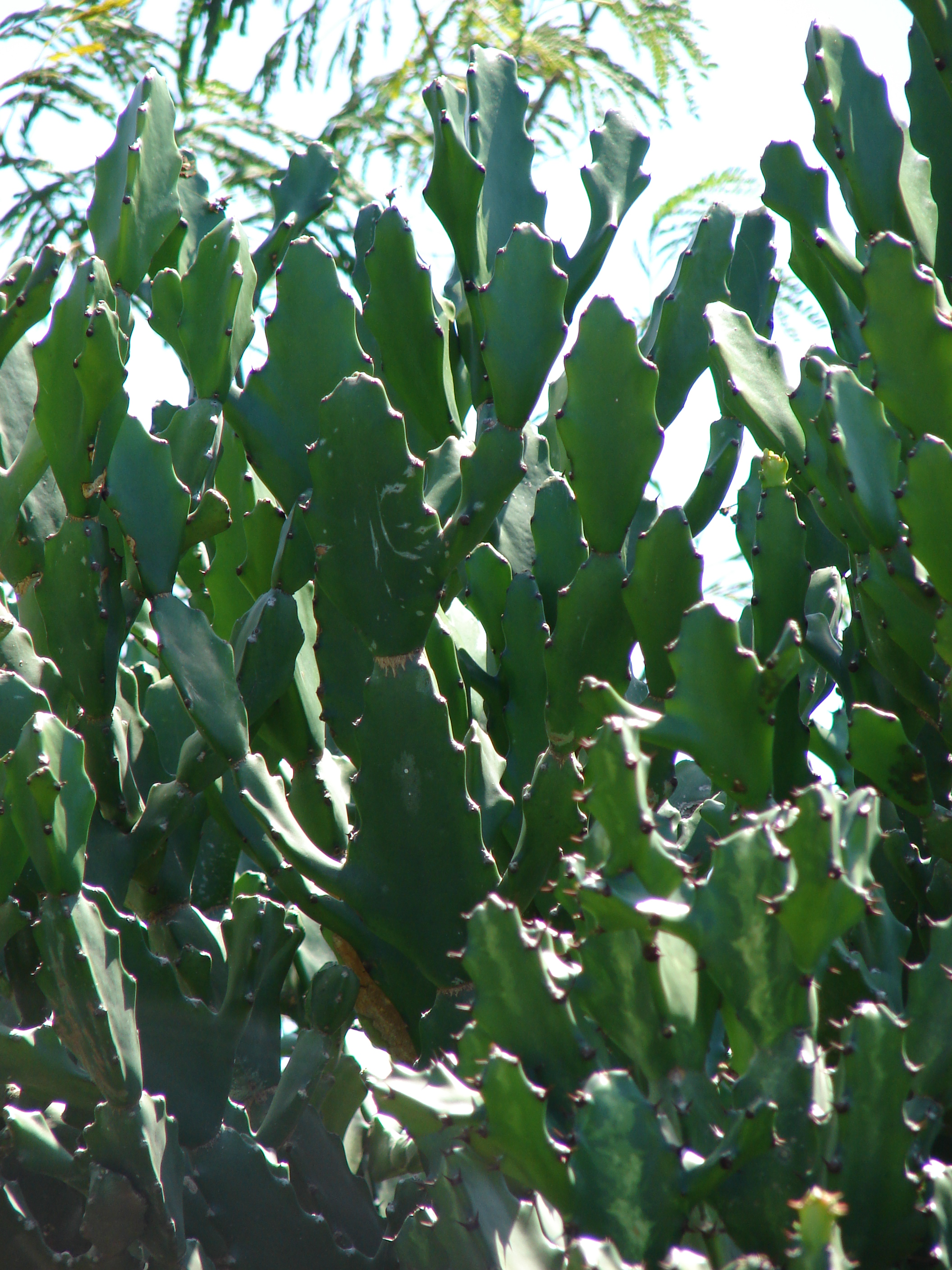
Стебли

Высокий, зелёный, ветвистый, суккулентный кустарник, с характерным силуэтом, вырастающий до 3—6 м высотой (и больше).
Ствол прямой, около 5 см в диаметре, стянутый в продолговатые, зелёные сегменты, центр сегментов заметно бледнее, часто в белую крапинку, наподобие мрамора, придаёт растению очень декоративный вид.
Ветви 3- или 4-крылатые, волнообразные.
Листья очень мелкие, растут на концах ветвей летом, округлые, красноватые, до 3 мм в диаметре, сидячие, опадающие.
Шипы крошечные, но острые, парные, 2—6 мм длиной, широкой расходящиеся вдоль рёбер.

## Распространение
Растёт в диком виде в тропической Азии: Индии, Пакистане, Шри-Ланке и других странах. Широко культивируется в Вест-Индии, Флориде и других тропических областях по всему миру. Часто дичает и во многих местах образует густые чащи.

## Практическое использование
Выращивается в качестве комнатного декоративного растения и в садах с тёплым климатом. Выносит температуру до 5 °C. Этот молочай, растущий в тропическом климате, один из немногих суккулентных молочаев, нуждающихся в высокой влажности. Он может расти на ярком свете и при частичном затенении. Размножается семенами и черенками. Отзывчив на тепло в конце весны и в летние месяцы. В зимние месяцы полив нужно уменьшать. Любит рыхлую почву с дренажом. Размножается черенками.
Это растение используется в качестве зелёной изгороди, образующей густые заграждения. Также широко используется в нетрадиционной медицине для лечения бородавок и опухолей.

## Таксономия
|  |                                      |  |                                                             |                                                             |                      |  | ещё 36 семейств (согласно Системе APG II), в том числе Маковые | ещё 36 семейств (согласно Системе APG II), в том числе Маковые |                         |  |  |  | ещё ≈2000 видов |
|  |                                      |  |                                                             |                                                             |                      |  | ещё 36 семейств (согласно Системе APG II), в том числе Маковые | ещё 36 семейств (согласно Системе APG II), в том числе Маковые |                         |  |  |  | ещё ≈2000 видов |
|  |                                      |  |                                                             | порядок Мальпигиецветные                                    |                      |  |                                                                |                                                                | род Молочай (Euphorbia) |  |  |  |                 |
|  |                                      |  |                                                             | порядок Мальпигиецветные                                    |                      |  |                                                                |                                                                | род Молочай (Euphorbia) |  |  |  |                 |
|  | отдел Цветковые, или Покрытосеменные |  |                                                             |                                                             | семейство Молочайные |  |                                                                |                                                                | вид Молочай молочный    |  |  |  |                 |
|  | отдел Цветковые, или Покрытосеменные |  |                                                             |                                                             | семейство Молочайные |  |                                                                |                                                                |                         |  |  |  |                 |
|  |                                      |  | ещё 44 порядка цветковых растений (согласно Системе APG II) | ещё 44 порядка цветковых растений (согласно Системе APG II) |                      |  |                                                                | ещё >300 родов                                                 | ещё >300 родов          |  |  |  |                 |
|  |                                      |  |                                                             | ещё 44 порядка цветковых растений (согласно Системе APG II) |                      |  |                                                                |                                                                | ещё >300 родов          |  |  |  |                 |